# Вейкфілд (Мічиган)
Вейкфілд (англ. Wakefield) — місто (англ. city) в США, в окрузі Гогібік штату Мічиган. Населення — 1702 особи (2020).

## Географія
Вейкфілд розташований за координатами 46°28′34″ пн. ш. 89°56′1″ зх. д. / 46.47611° пн. ш. 89.93361° зх. д. (46.476139, -89.933540).  За даними Бюро перепису населення США в 2010 році місто мало площу 22,23 км², з яких 20,76 км² — суходіл та 1,47 км² — водойми.

## Демографія
Згідно з переписом 2010 року, у місті мешкала 1851 особа в 818 домогосподарствах у складі 452 родин. Густота населення становила 83 особи/км².  Було 994 помешкання (45/км²).
Расовий склад населення:
| - 96,8 % — білих - 1,1 % — корінних американців - 0,4 % — азіатів - 0,1 % — чорних або афроамериканців |

До двох чи більше рас належало 1,1 %. Частка іспаномовних становила 1,0 % від усіх жителів.
За віковим діапазоном населення розподілялося таким чином: 17,1 % — особи молодші 18 років, 56,2 % — особи у віці 18—64 років, 26,7 % — особи у віці 65 років та старші. Медіана віку мешканця становила 50,1 року. На 100 осіб жіночої статі у місті припадало 93,6 чоловіків;  на 100 жінок у віці від 18 років та старших — 89,1 чоловіків також старших 18 років.
Середній дохід на одне домашнє господарство  становив 45 599 доларів США (медіана — 38 942), а середній дохід на одну сім'ю — 56 209 доларів (медіана — 47 813). Медіана доходів становила 40 050 доларів для чоловіків та 41 336 доларів для жінок. За межею бідності перебувало 21,7 % осіб, у тому числі 34,6 % дітей у віці до 18 років та 19,3 % осіб у віці 65 років та старших.
Цивільне працевлаштоване населення становило 596 осіб. Основні галузі зайнятості: освіта, охорона здоров'я та соціальна допомога — 25,8 %, виробництво — 13,3 %, роздрібна торгівля — 11,9 %.